# Mucosa
Mucosa ou membrana mucosa é um tipo de tecido epitelial de revestimento interno das cavidades do corpo que têm contato com o meio externo.
"O epitélio do intestino delgado, por exemplo, é constituído por uma camada simples de células cilíndricas, que lhe permitem executar sua principal função: absorver o alimento. Por isso, essas células possuem dobras - as microvilosidades ou microvilos -, que aumentam a área de absorção do alimento. Nesse caso, a proteção do organismo é feita pelo muco, substância viscosa formada por glicoproteínas e produzida por células especiais - as células caliciformes -, encontradas em vários órgãos."
Mucosa é o nome dado ao conjunto formado por epitélio mais tecido conjuntivo que reveste as cavidades úmidas do corpo, em contraste com a pele onde a superfície é seca. Portanto, recobre locais como a boca, intestino, bexiga, etc. Seu tecido conjuntivo é denominado lâmina própria ou córion.

## Exemplos de mucosas
- Mucosa bucal
- Mucosa do esôfago
- Mucosa gástrica
- Mucosa intestinal
- Mucosa nasal
- Mucosa olfatória
- Mucosa oral
- Mucosa bronquial
- Endométrio (mucosa do útero)